# Hypothèse de la Terre pourpre

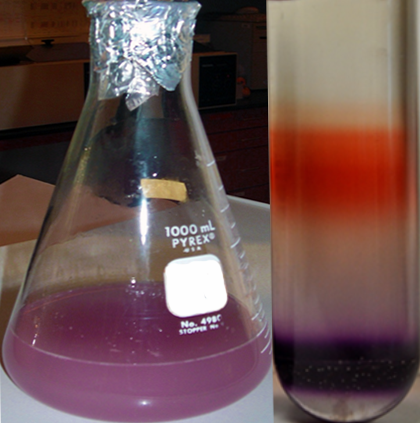
Culture pourpre (gauche) et membrane (droite) d'halobactéries.

L’hypothèse de la Terre pourpre est une théorie exobiologique qui propose que les formes de vie photosynthétique à l'apparition de la vie sur Terre utilisaient le rétinal plutôt que de la chlorophylle comme pigment assimilateur, rendant les océans non pas verts mais plutôt pourpres (rouge violacé),.
Les halobactéries, par exemple, sont des archées photosynthétiques actuels utilisant le rétinal comme pigment. Les  membranes cellulaires pourpres de beaucoup d'halobactéries contiennent de la bactériorhodopsine, la protéine contenant le rétinal ; cette protéine fonctionne comme une pompe à protons utilisant l'énergie lumineuse pour générer un gradient de protons à travers la membrane cellulaire, entraînant la synthèse d'ATP. La membrane pourpre des halobactéries est l'un des systèmes bioénergétiques connus les plus simples pour tirer parti de l'énergie lumineuse.
La membrane pourpre contenant du rétinal montre un pic d'absorption unique centré dans la région verte-jaune du spectre solaire riche en énergie, permettant la transmission de la lumière rouge et bleue, resultant dans une couleur pourpre intense. Les pigments de chlorophylles, par comparaison, absorbent la lumière rouge et bleue, mais peu ou pas la lumière verte, ce qui produit la couleur verte caractéristique des plantes, cyanobactéries et membranes photosynthétiques. 
La simplicité des pigments rétinaux des halobactéries comparé aux pigments chlorophylliens plus complexes, leur association avec les lipides isoprénoïdes dans la membrane cellulaire, et la découverte d'éléments constitutifs des membranes cellualires d'archées dans d'anciens sédiments datés des premiers moments de la vie sur Terre, sont cohérents avec l'apparition de formes de vie à la membrane pourpre avant la photosynthèse verte. Par ailleurs, la coexistence de micro-organismes contenant des pigments pourpres et verts dans beaucoup d'environnements, au sein de communautés stratifiées où ils peuvent utiliser des régions complémentaires du spectre solaire, suggère leur co-évolution. Ainsi, les astrobiologistes ont suggéré que le rétinal pourrait servir de signature de formes de vies dans la recherche de vie sur les exoplanètes.